# Ardico Magnini
Ardico Magnini (21 d'octubre de 1928 - 3 de juliol de 2020) fou un futbolista italià.
Va jugar principalment amb l'ACF Fiorentina, equip amb el qual va jugar com a titular la final de la Copa d'Europa de 1957, que el seu equip va perdre 2-0 contra el Reial Madrid.
Va formar part de l'equip italià a la Copa del Món de 1954.